# Seljani (Plužine)
Pour les articles homonymes, voir Seljani.
Seljani (en serbe cyrillique : Сељани) est un village de l'ouest du Monténégro, dans la municipalité de Plužine.

## Démographie

### Évolution historique de la population
| 1948 | 1953 | 1961 | 1971 | 1981 | 1991 | 2003 |
| ---- | ---- | ---- | ---- | ---- | ---- | ---- |
| 276  | 296  | 281  | 204  | 99   | 77   | 74   |